# Monastier di Treviso
Monastier di Treviso (Monastier [monaˈstjɛɾ] in veneto) è un comune italiano di 4 404 abitanti della provincia di Treviso in Veneto. Si tratta di un comune sparso in quanto sede comunale è la frazione Fornaci.

## Storia

### L'antichità
La notevole presenza di corsi d'acqua, come ad esempio il Meolo, anche alimentati da risorgive, ha favorito l'insediamento umano nella zona sin dal neolitico (5000 a.C.), come testimoniano i numerosi reperti del periodo: punte in selce, strumenti vari e un pugnaletto.

Anche la presenza romana è ben comprovata da numerosi ritrovamenti. Lo stesso impianto stradale sembra seguire l'antica centuriazione, avvenuta in due momenti successivi. Tra l'altro, sembra che qui passasse l'importante arteria che collegava Altino ad Oderzo.

### Il Medioevo
Bisognerà tuttavia aspettare l'880 per avere una prima testimonianza scritta di Monastier. Nella trascrizione di un atto di quell'anno è ricordato Pilum (Pero), porto fluviale rilevante nell'ambito dei commerci dell'entroterra veneto.

La storia del comune, però, è indissolubilmente legata a quella del monastero dell'Ordine di san Benedetto (lat. monasterium, da cui il nome del paese), fondato nel 958 in un luogo palustre e ricco di boschi grazie alle donazioni di Ottone I che, qualche anno più tardi, sarebbe diventato imperatore del Sacro Romano Impero. L'originario titolo dell'abbazia era di San Pietro. Dipendente dal Patriarcato di Aquileia, l'abbazia di Santa Maria del Pero controllava "tutti i territori" tra i fiumi Piave e Vallio di Roncade, sino alla Laguna Veneta. Nel 1017 l'imperatore Enrico II donò all'abbazia la villa di San Polo di Piave, confermò all'abate Adalberto con un diploma i suoi privilegi e impose un'ammenda di cento libbre d'oro a chi li avesse violati. Poco dopo, il monastero, arricchito da donazioni e dotato dal patriarca Poppone di Aquileia di venti magazzini o botteghe nel porto pirense, fu coinvolto in conflitti di giurisdizione con il clero di Treviso ed Ezzelino da Romano.
Nella metà del Duecento si presume che la primitiva chiesa veneto-bizantina venne riedificata in stile romanico, mutando il titolo di San Pietro con quello di Santa Maria Assunta. Dopo duecento anni di dominio aquileiense, in una data imprecisata del 1300 il monastero si staccò dal Patriarcato di Aquileia e si legò alla diocesi di Treviso.

### Il periodo veneziano
Nel Quattrocento il bosco è ancora l'elemento prevalente del paesaggio a Monastier, ma si intensifica l'opera di coltivazione delle campagne e di disboscamento. Dalla Regola del Monastero di Pero dipendevano le Regole di Frassalongo, Riva di Predalcino e Rovarè. I pochi monaci del periodo erano per lo più appartenenti alla nobiltà veneta e ne sostenevano gli interessi. Tra il 1449 e il 1479 il monastero fu chiuso per carenza di vocazioni e trasformato in commenda, affidata a Giovanni Barbo. Gli edifici andarono in grave disuso, per poi risorgere quando vi subentrò la congregazione Benedettina Cassinese di Santa Giustina di Padova il 13 marzo 1480. Successivamente il complesso fu affidato al monastero di San Giorgio Maggiore di Venezia, che lo ricostruì, applicando nel cortile centrale il grande tondo con lo stemma del protettore San Giorgio, per dare evidenza di chi fosse da quel momento il nuovo proprietario. Nel 1489 anche la chiesa, paragonata per grandezza e bellezza al duomo di Treviso, fu restaurata e ingrandita con l'elevazione delle navate laterali, permettendo così la creazione di un secondo piano di chiostro illuminato da bifore. Interventi e migliorie continuarono negli anni a seguire. Del 1604 sono gli affreschi del refettorio riportanti brani di vita benedettina. Vi si trovano raffigurati un paio di miracoli di San Benedetto e le Abbazie di Montecassino, Praglia (PD) e Santa Giustina con Prato della Valle. Ed ancora nel 1621 vi fu un ulteriore abbellimento del complesso con la costruzione del portale marmoreo della chiesa e della sacrestia. Nel 1622 l'abate Cornelio Giroldi, detto Morendelio, ingrandì il chiostro mediano, che fu abbellito da pregevoli bassorilievi e affreschi.
Nel 1710 si provvide alla costruzione della canonica (attuale Villa Ninni) e del pozzo alla veneziana nel cortile del chiostro romanico. Le stanze dell'abbazia era arricchite da affreschi e da pitture a fresco ad olio, in particolare una pregevole tela di Vittore Carpaccio con San Giorgio che uccide il drago, ora nel monastero di San Giorgio Maggiore a Venezia. Vi erano anche due statue di San Marco e San Giorgio, che si trovano ora nella sacrestia dell'abbazia di San Giorgio Maggiore a Venezia. Nel 1757 vi erano una dozzina di monaci e altrettanti "servi" laici, che svolgevano le attività agricole e vitivinicole. Nell'abbazia si produceva anche l'acquavite. L'abbazia continuò la sua attività sino alla caduta della Serenissima.

### La soppressione napoleonica
Quando Napoleone occupò Venezia nel 1797, l'abate di San Giorgio Maggiore, Bonaventura Venier, si vide confiscare il monastero veneziano e si rifugiò con alcuni monaci a Monastier, che quindi divenne nuova sede provvisoria dell'abate. Ma nell'agosto del 1797 arrivò l'ordine per i monaci di abbandonare definitivamente anche Monastier.
Incamerato nel 1807 dal Regio Demanio, l'edificio fu spogliato degli arredi e abbandonato dai monaci, che si rifugiarono prima a Venezia e poi nell'abbazia di Praglia. Solo la chiesa rimase in funzione.

### L'Ottocento
Nel 1806 fu istituito il Comune di "Monastier e Losson": primo sindaco fu il conte Vincenzo Rizzi. Nel 1837, durante il dominio austriaco, Monastier aveva solo 2 245 abitanti e buona parte del territorio era ancora coperto da bosco o soggetto a inondazioni. Il regio Demanio incamerò l'archivio abbaziale (ora all'Archivio di Stato di Venezia) e diede in locazione i beni a privati: nel 1825 fu locatore dell'abbazia il nobile veneziano conte Giovanni Querini Stampalia. Successivamente nel 1837 il monastero e gran parte dei beni furono acquistati dalla famiglia Ninni di Venezia, originaria della Grecia, la quale tuttora vi dimora. In quell'anno sono testimoniate in paese due confraternite: del Santissimo Sacramento e di san Valentino. Nel 1854 venne costruito il nuovo cimitero, tra Monastier e Fornaci. Nel 1866 il Comune passò, con tutto il Veneto, al neonato Regno d'Italia. In quell'anno ci fu un grave furto in chiesa di quasi tutta l'argenteria e nel 1875 un prezioso paliotto d'argento e smalti fu alienato in circostanze poco chiare. Alla fine dell'Ottocento la crisi dei prezzi, l'imposizione fiscale e il frazionamento fondiario determinarono una pesante crisi del mondo rurale. Di questo periodo sono da ricordare la costruzione accanto alla chiesa della Sala della dottrina cristiana (1907), la fondazione della Cassa rurale (1908) e delle scuole, e l'arrivo della corrente elettrica (1912).

### La prima guerra mondiale
La prima guerra mondiale colpì duramente il paese nel 1917 dopo la disfatta di Caporetto, per la vicinanza al fronte del Piave. Il paese si riempì di Comandi, alloggi di soldati, posti di soccorso. Il monastero divenne ospedale militare; un duro bombardamento austriaco distrusse quasi totalmente il paese, la chiesa di Monastier e l'attigua Sala della dottrina sociale, ribattezzata Casa del soldato. Il campanile fu utilizzato come vedetta militare e fu risparmiato dagli austriaci solo perché era utile come riferimento per aggiustare il tiro delle loro batterie. La località è descritta spesso anche da Ernest Hemingway nei suoi racconti, che allora frequentava come volontario l'ospedale della Croce Rossa Americana allestito a Casa Botter. Il ponte sul fiume Meolo nella frazione Fornaci di Monastier fu luogo ferocemente conteso dagli austriaci, che volevano riunire due loro avanguardie, e accanitamente difeso dagli italiani. Nelle vecchie scuole elementari di Fornaci c'era una sezione di sanità, dove poi fu ricoverato Hemingway, ferito vicino a Fossalta. Un giovane soldato del 232º fanteria della Brigata Avellino, Albino Schileo, partecipò nel 1918 a Monastier alla grande battaglia del Solstizio; successivamente divenne prete e per quarant'anni fece il parroco di Monastier. Nel 1922 Hemingway ritornò nei posti dove fece il volontario e citò "gli allevamenti di bachi da seta a Monastier", probabilmente in Villa Albrizzi a san Pietro Novello.
Nel 1920 fu Sindaco di Monastier il magg. Vittorio Bozzoli, già commissario prefettizio, che seguì la ricostruzione del paese. Nel 1922 viene istituito un mercato settimanale, a riprova della ripresa dell'economia, ma l'emigrazione continuò.
Nel 1923-27 la chiesa arcipretale viene ricostruita in stile neoromanico in località Fornaci, in un terreno donato dal Comune, determinando lo spostamento del baricentro del paese in tale località. Nel 1928 la chiesa fu aperta al culto, ma le spese furono ingenti, tanto che nel 1934 la Banca d'Italia fece commissariare la Cassa rurale di Monastier, eccessivamente indebitata dai prestiti. Nel 1932 fu aperta la casa di cura, dove morirà il politico socialista Silvio Trentin, nel 1944.

### La seconda guerra mondiale
La seconda guerra mondiale portò nuovi lutti alle famiglie del paese. Dopo il 1943 Monastier fu coinvolta nella resistenza partigiana contro i tedeschi e i fascisti: nel 1944 fu incendiato il municipio, per ostacolare i controlli di leva. Gli scontri tra fascisti e partigiani, con rappresaglie anche sui civili, si susseguirono nel 1944. Reparti tedeschi della Wehrmacht occuparono l'abbazia, danneggiando il lastricato del porticato per ricoverare i loro mezzi pesanti. Il primo maggio 1945 a Monastier circa 3000 marinai tedeschi, provenienti da Jesolo, dopo aver minato il paese, furono attaccati a San Pietro Novello da truppe neozelandesi assistite da partigiani; dopo un breve scontro, si arresero.

### Dal Dopoguerra ad oggi
Nel dopoguerra il paese fu governato per un quinquennio (1946-51) dalla Democrazia Cristiana. Per necessità di dare lavoro ai numerosi disoccupati, l'amministrazione decise di asfaltare e sistemare diverse strade comunali. L'abbazia ospitò temporaneamente dei profughi istriani, scacciati dalla Jugoslavia. Nel 1947 il parroco di Monastier, mons. Albino Schileo, ottiene da papa Pio XII per la chiesa la dignità abbaziale.
Negli anni cinquanta Monastier si dota di una zona industriale in via Pralongo; tuttavia rimane una rilevante emigrazione della popolazione verso il Piemonte, la Lombardia ed i Paesi esteri.

Dopo l'uragano del 1965 e l'alluvione del Piave nel 1966 Monastier è riuscita a reagire, divenendo una delle aree economiche più dinamiche e sviluppate della Marca e in essa ha sede la Banca di Monastier e del Sile. La strada provinciale Treviso-mare e il casello autostradale di Meolo permettono un traffico agevole verso il capoluogo di provincia e le direttrici delle autostrade.

### Simboli
Lo stemma e il gonfalone sono stati concessi con decreto del presidente della Repubblica n. 1141 del 9 febbraio 1990.
Stemma
Gonfalone

## Monumenti e luoghi d'interesse

### Abbazia di Santa Maria del Pero
Attualmente l'abbazia è suddivisa in più proprietà. Nel cortile centrale sono stati recentemente ripristinati gli archi e restaurati gli ambienti, al fine di renderli fruibili al pubblico. Pregevole il recupero degli affreschi e delle due meridiane solari con l'antica ora italica. La porzione più antica denominata "Abbazia del Pero Porcellato Zorzi", della famiglia Porcellato - Zorzi, consta del chiostro romanico bicolonna, dell'antico refettorio affrescato databile 1604 con scene di abbazie consorelle, recentemente portate alla luce (Montecassino, Praglia, Santa Giustina con Prato della Valle, prima della posa delle statue, S. Anastasia con il Ponte di Pietra di Verona in una rara rappresentazione e di alcuni miracoli di San Benedetto), oltre che di una serie di spazi destinati originariamente alla foresteria abbaziale e all'antica tinazzara. Sono state rimosse le superfetazioni che nulla avevano a che vedere con gli usi originari. È stato recuperato il "Frutteto Antico" con il reinserimento di specie rintracciate nel territorio circostante e ricreando le partizioni con siepi di acero campestre "a Gelosia". Nel chiostro romanico, nel refettorio e nella tinaia, si svolgono eventi culturali quali incontri, spettacoli, mostre in collaborazione con enti ed associazioni oltre che eventi privati.

### Ville Venete
Il territorio di Monastier, sebbene poco edificato, possiede un patrimonio edilizio storico di notevole interesse. Esso è rappresentato per lo più, da insediamenti in villa.
Di seguito è riportato l'elenco delle ville venete, presenti nel comune di Monastier di Treviso, con nota che riporta alla relativa schede dell'Istituto Regionale Ville Venete.
- Villa Stefani, Albrizzi, in via Barbarana in località S. Pietro Novello[7]
- Villa Pia, Zevi, in via S. Pietro Novello in località Trevisetto[8]
- Villa Giustiniani, Recanati, in via Pralongo in località Monastier[9]
- Villa Botter, in via Castelletto in località Monastier[10]
- Villa Serafini, in via Serafini in località Chiesa Vecchia[11]
- Villa Ninni, in via Monastero in località Chiesa Vecchia[12]
- Villa Levi, in via Brusoni in località Fornaci[13]
- Villa Tramonti, Ninni, in via Giovanni XXIII in località Fornaci[14]

## Società

### Evoluzione demografica
Abitanti censiti

### Etnie e minoranze straniere
Al 31 dicembre 2017 gli stranieri residenti nel comune erano 424, ovvero il 9,7% della popolazione. Di seguito sono riportati i gruppi più consistenti:
1. Romania: 114
2. Marocco: 52
3. Albania: 37
4. Macedonia del Nord: 30
5. Senegal: 27
6. Kosovo: 21

## Amministrazione
| Periodo        | Periodo        | Primo cittadino      | Partito                       | Carica  | Note                                         |
| -------------- | -------------- | -------------------- | ----------------------------- | ------- | -------------------------------------------- |
| 8 maggio 1945  | 28 luglio 1945 | Enrico Maschio       | -                             | Sindaco | Nominato dal C.L.N.                          |
| 28 luglio 1945 | 18 agosto 1945 | Luigi Mozzato        | -                             | Sindaco | Nominato dal C.L.N.                          |
| 18 agosto 1945 | 7 aprile 1946  | Emilio Moro          | -                             | Sindaco | Nominato dal C.L.N.                          |
| 7 aprile 1946  | 1947           | Emilio Moro          |                               | Sindaco | Primo sindaco eletto del secondo dopoguerra. |
| 1947           | 1951           | Camillo Vicino       |                               | Sindaco |                                              |
| 1951           | 1956           | Armando Stefani      |                               | Sindaco |                                              |
| 1956           | 1975           | Adelio Pavanello     | Democrazia Cristiana          | Sindaco |                                              |
| 1975           | 1985           | Giuseppe Fiorotto    |                               | Sindaco |                                              |
| 21 giugno 1985 | 28 maggio 1990 | Camillo Vicino       | Indipendente                  | Sindaco |                                              |
| 28 maggio 1990 | 24 aprile 1995 | Paolo Pavanello      | Democrazia Cristiana          | Sindaco |                                              |
| 24 aprile 1995 | 14 giugno 1999 | Michele Graziani     | Lista civica                  | Sindaco |                                              |
| 14 giugno 1999 | 14 giugno 2004 | Michele Graziani     | Lista civica                  | Sindaco |                                              |
| 14 giugno 2004 | 8 giugno 2009  | Salvatore Lo Stimolo | Lista civica "Monastier Viva" | Sindaco |                                              |
| 8 giugno 2009  | 26 maggio 2014 | Salvatore Lo Stimolo | Lista civica "Monastier Viva" | Sindaco |                                              |
| 26 maggio 2014 | 27 maggio 2019 | Paola Moro           | Lista civica "Per Monastier"  | Sindaco |                                              |
| 27 maggio 2019 | in carica      | Paola Moro           | Lista civica "Per Monastier"  | Sindaco |                                              |